# Limbo
 For alternative betydninger, se Limbo (flertydig). (Se også artikler, som begynder med Limbo)
Limbo (af italiensk eller middelalderlatin 'limbo', af latin 'limbus' ('rand', 'kant' i forhold til Helvede) er en teologisk forestilling om en tilstand efter døden, hvor afdødes sjæl ikke kommer i Himmelen og derved ikke opnår evig salighed, men heller ikke har fortjent straf i helvede. Limbo betegner en "mellemtilstand" eller en "tilstand af lammelse".

## En lære indenfor katolicismen
Limbo opstod i middelalderen som en teologisk lære i katolsk kristendom om den mellemtilstand for sjæle, der ikke sendes til Helvede, men som heller ikke opnår frelse. Thomas Aquinas anså limbo som en barmhjertighedsgerning for de spædbørn, som døde før de blev døbt.
Denne lære blev imidlertid aldrig dogmatiseret, og den har derfor ikke indgået som officiel katolsk lære.
| Religion | Spire Denne religionsartikel er en spire som bør udbygges. Du er velkommen til at hjælpe Wikipedia ved at udvide den. |